# Peatge

Senyal de trànsit espanyol d'un peatge

Un peatge és un punt de la carretera destinat a efectuar el pagament per tenir el dret de circular per una carretera. En termes més generals s'associa el concepte de peatge a la taxa o tarifa que es cobra a un mitjà de transport terrestre, fluvial o marítim per a obtenir el dret a transitar per una infraestructura de la respectiva via de comunicació; per exemple els automòbils per a poder circular per una autopista, o els vaixells per a poder travessar per un canal de navegació o una hidrovia, on el'edat mitjana, d'accedir a les ciutats on hi havia mercats. En la majoria dels casos la ruta marítima subjecta a peatge permet als usuaris estalviar temps de viatge i reduir els seus costos d'operació, respecte al trànsit per vies o rutes alternatives lliures de peatge.

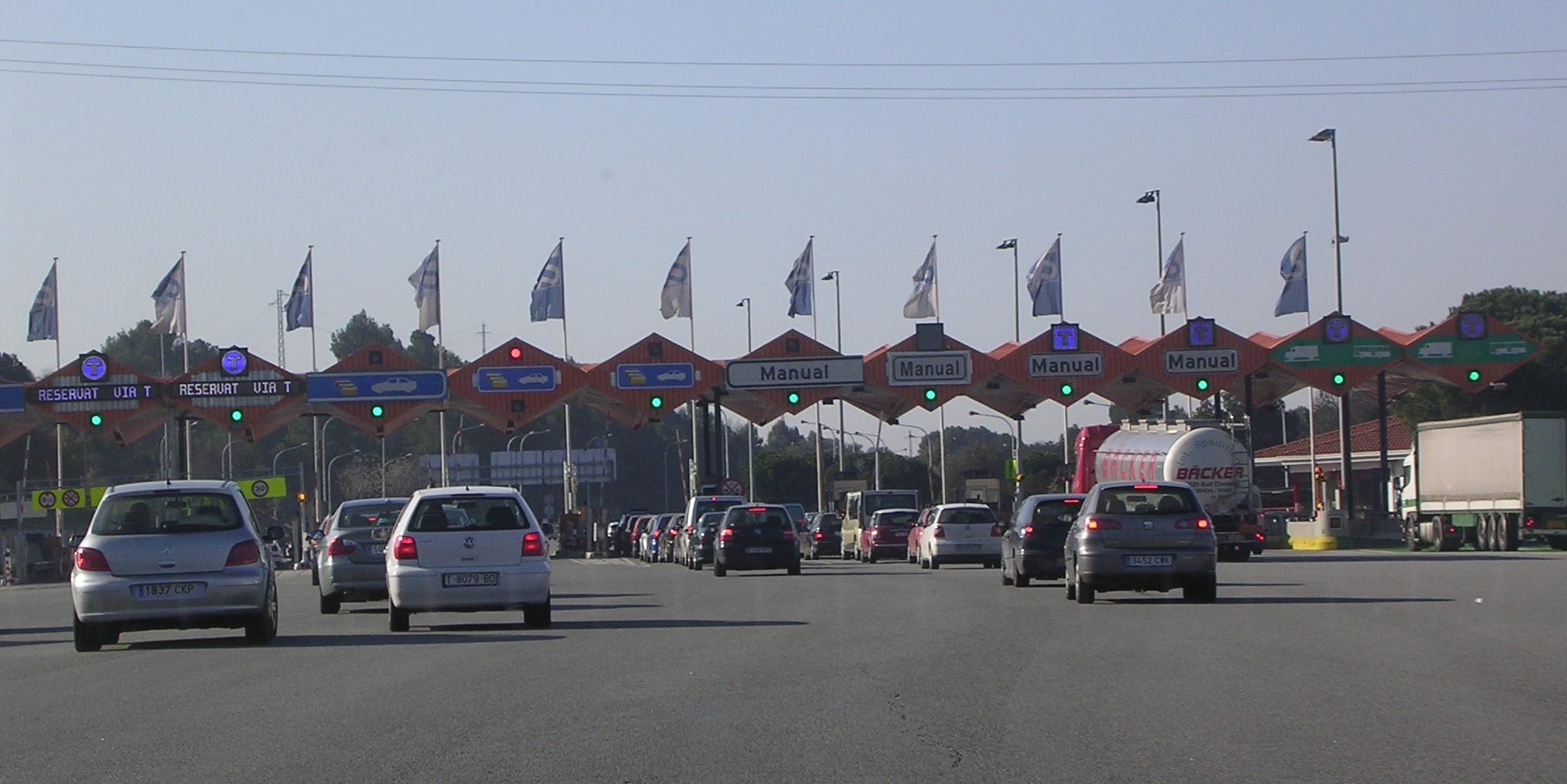
Peatge de l'autopista AP-7 situat als afores de Barcelona
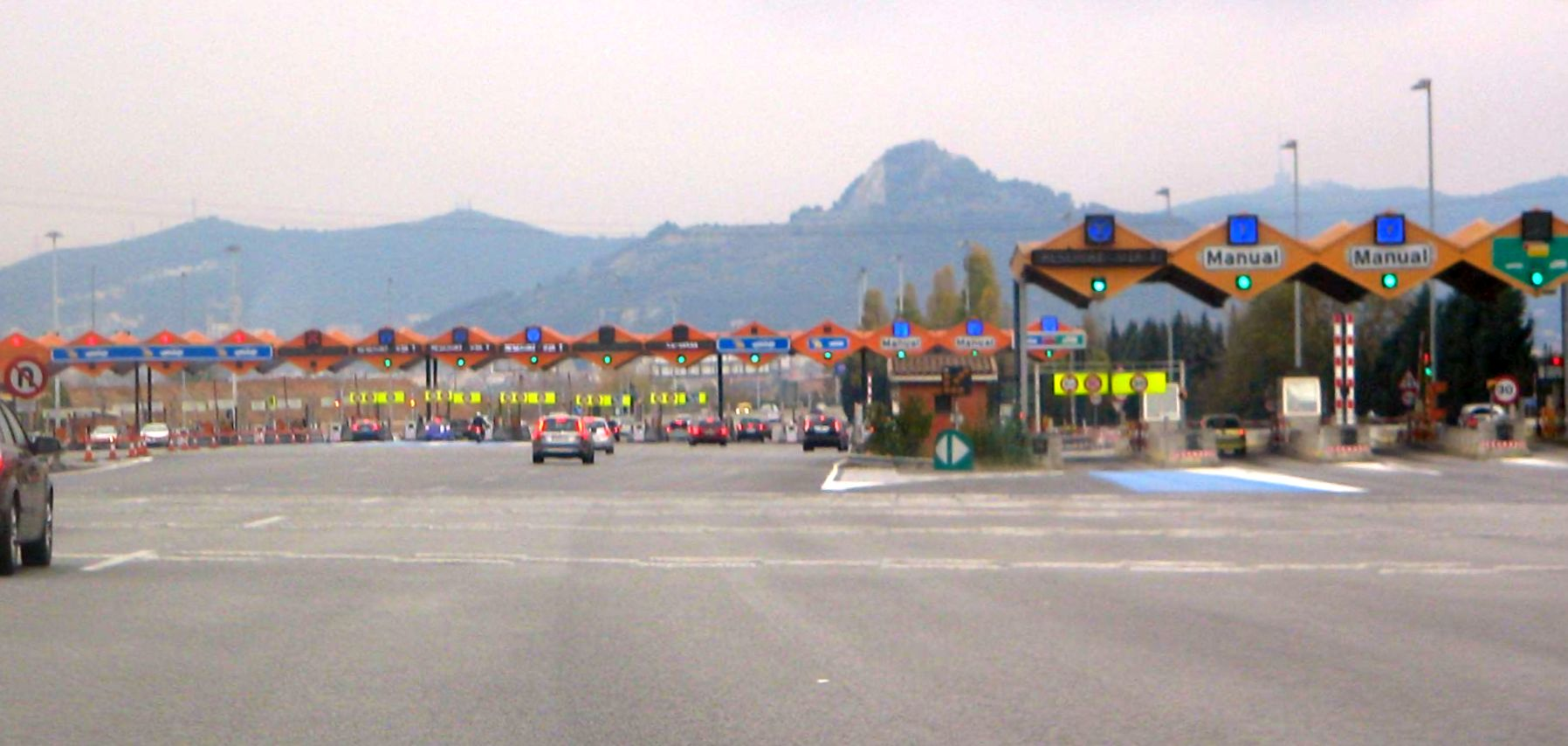
Peatge de la C-33
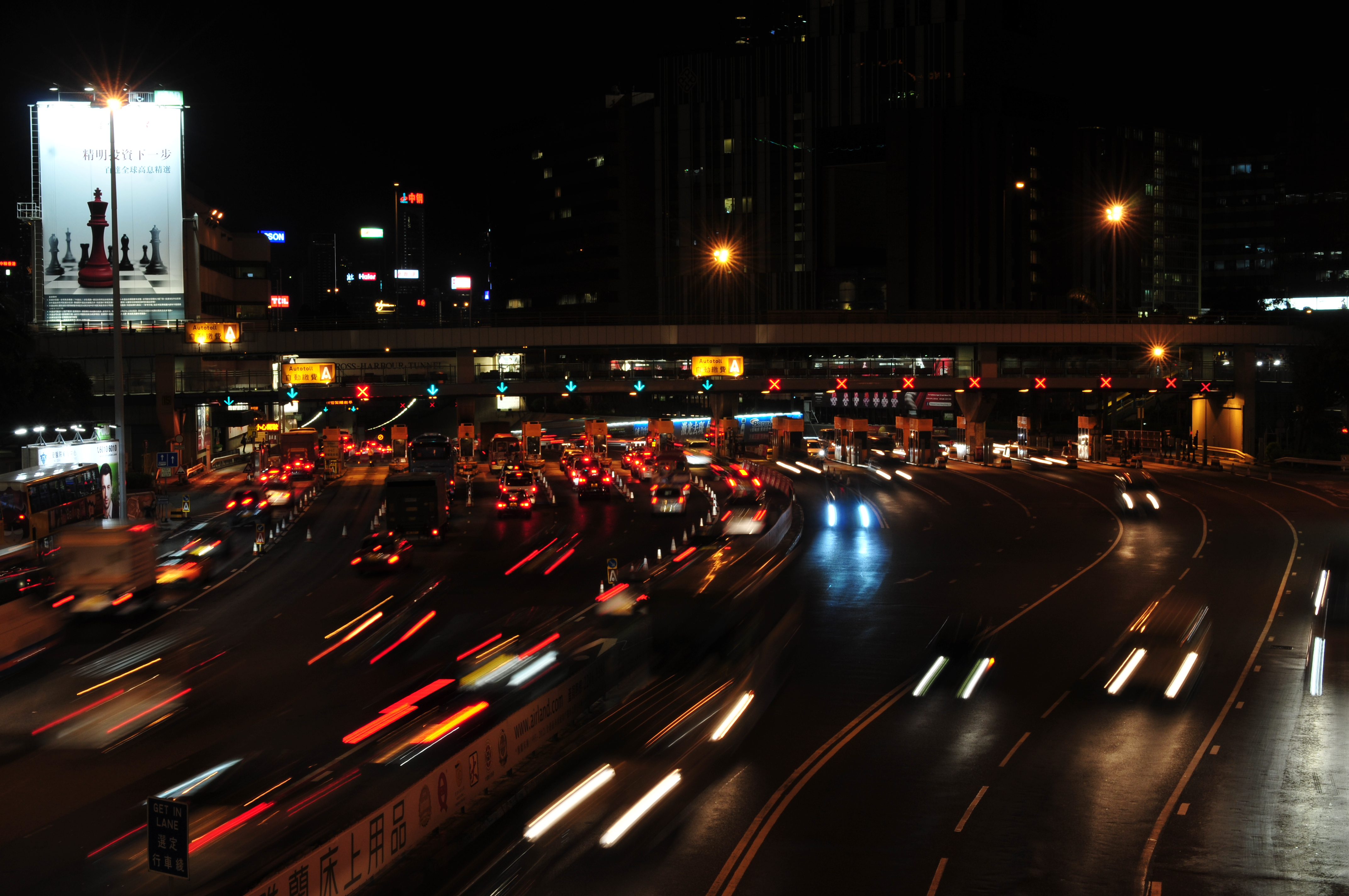
Hongkong
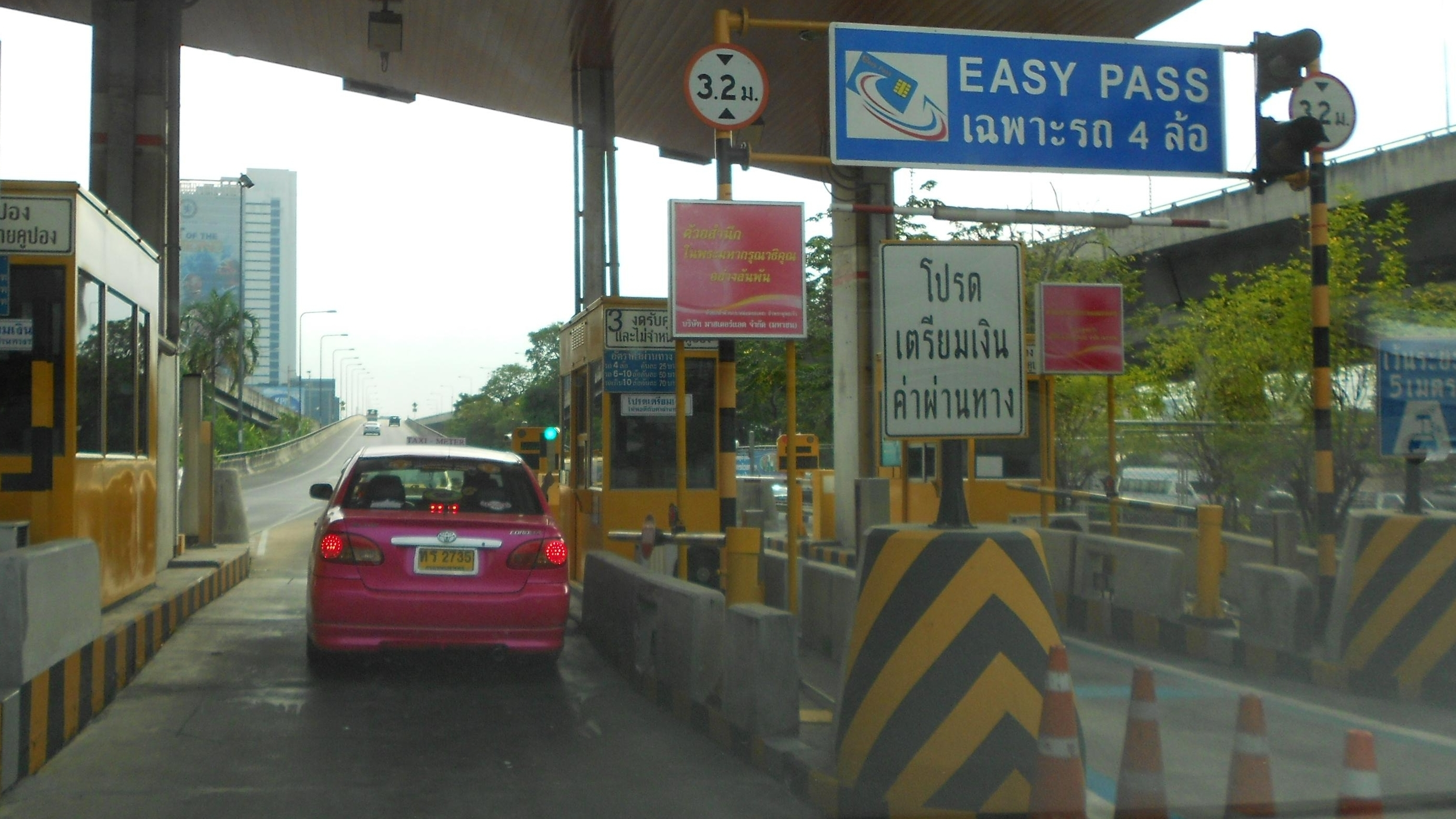
Bangkok, Tailàndia (Circulació per l'esquerra i la dreta)
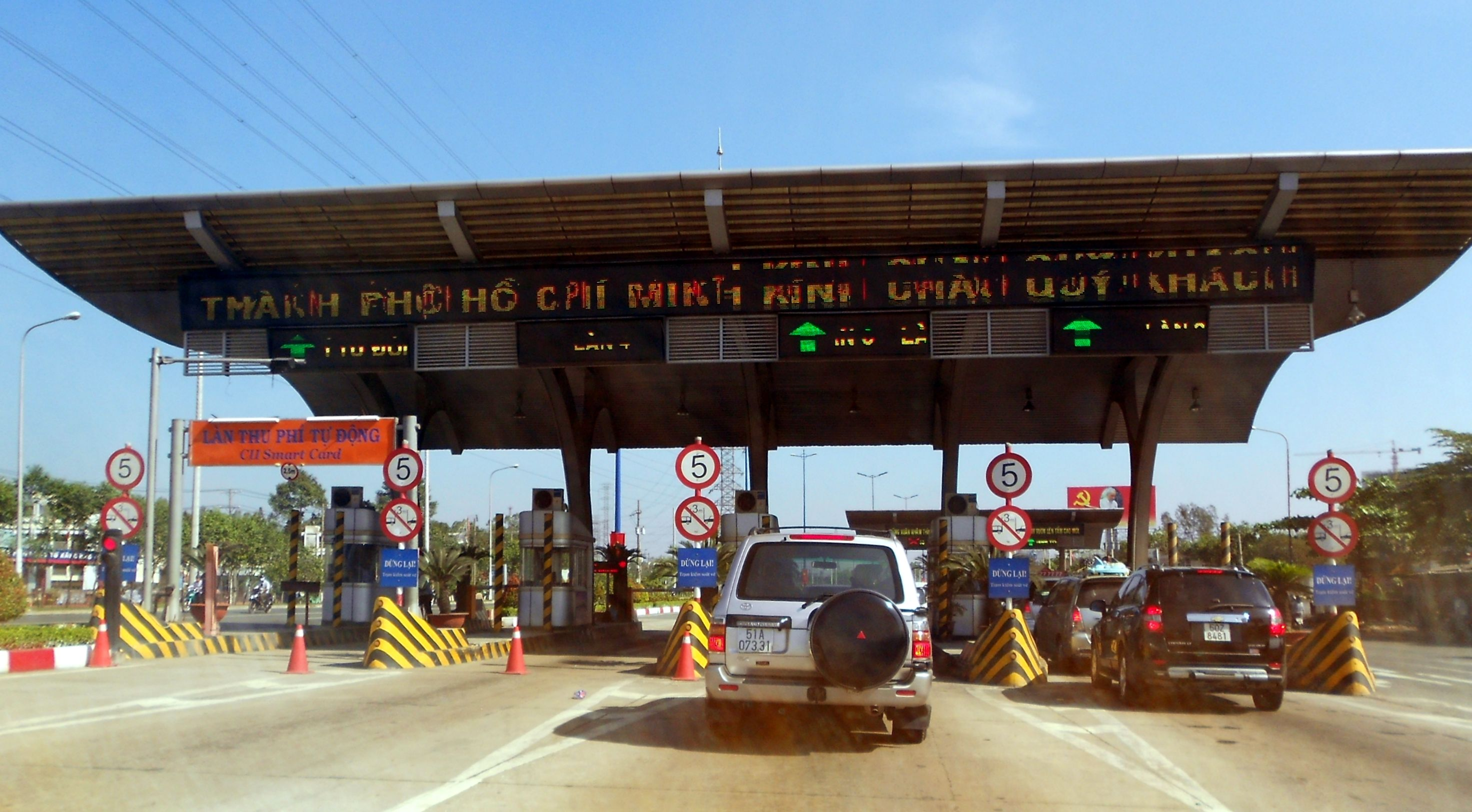
Ciutat Hồ Chí Minh, Vietnam